# رياض الصالحاني
رياض الصالحاني (6 مايو 1978 -) ممثل سوري من مواليد الخرج في السعودية.

## السيرة الفنية
{{حاصل على شهادة جامعية في الاقتصاد.وعضو حالي في ورشة سيناريو وكاتب في المجد و MBC. رصيده المهني حافل ويتعدّى 36 فيلما وثائقيا، وعمل في مجالات Marketing - Creative writing - التمثيل.يعاني من مشكلتين في حياته المهنية، وهي الشللية في الوسط الفني والانتماء للسعودية أكثر من سوريا}}

## وصلات خارجية
- دليل السينما